# Жень Бонянь
Жень Бонянь (任伯年, 1840 — 1896) — китайський художник часів династії Цін, ключова фігура Шанхайської школи живопису (Шанхай-хуапай).

## Життєпис
Народився у 1840 році у Шаньінь (сучасний Шаосін, провінція Чжецзян). Походив з родини торговця, глибокої освіти не отримав, але став митцем завдяки природному даруванню. У молодості заробляв на життя, розписуючи віяла. Для більш успішної торгівлі підписував вироби ім'ям відомого на той час живописця Жень Сюна (1823–1857). Виявивши на ринку чужі роботи зі своїм підписом, Жень Сюн став з'ясовувати їх походження, розшукав майстерню, де працював Жень Бонянь і взяв його в учні. Пізніше Жень Бонянь брав уроки у Жень Сюня (1835–1893). Був найобдарованішим майстром в «четвірці Женей», в яку входили обидва його вчителя і Жень Юй (1853–1901, син Жень Сюна і небіж Жень Сюня), Жень Бонянь вважається також одним із Цин мо сань цзя («трьох великих майстрів кінця Цін»).
Замолоду він прилучився до повстання тайпінів (1850–1864), але після загибелі батька виїхав до Шанхаю, де і прожив з короткими перервами більшу частину життя. Сконав він у 1896 році.

## Творчість
У мистецтві Жень Бонянь звертався практично до всіх жанрах і до дуже широкого діапазону тем і сюжетів. У живописі хуа-няо («квіти і птахи») виробив індивідуальний стиль, але особливо великих успіхів домігся у фігуративному жанрі жень-у («люди і предмети», «живопис (зображення) фігур»), створивши цілу галерею виразних образів Чжун Куя — переможця бісів.
На формування стилю Жень Боняня вплинув живопис Чень Хуншоу, Чжу Да і спадщина живописців XVIII ст., так званих «Восьми диваків з Янчжоу» (Янчжоу ба гуай).
Йому вдалося органічно поєднати високі традиції «живопису інтелектуалів» (веньжень-хуа) з безпосередністю народного живопису і народжуваної в портовому місті модою на західну рекламу. У творах Жень Боняня ліризм образів поєднується зі свіжістю погляду на сюжет, простота композицій з несподіваними ракурсами зображень. Невимушене образи, яскраві і чисті кольори передають притаманне майстрові відкрите, спокійне й трохи іронічне ставлення до життя.
Творчість Жень Боняня значною мірою зумовило формування «національного живопису» (го-хуа) напочатку ХХ ст. Серед найуславленіших шанувальників і послідовників цього майстра був видатний художник XX ст. Сюй Бейхун (1895–1953).